# Дружба (Сызранский район)
Дру́жба (чув. Туслӑх) — село в Сызранском районе Самарской области в составе сельского поселения Жемковка.

## География
Находится на расстоянии примерно 26 километров по прямой на северо-запад от северной границы города Сызрань.

## Население
Постоянное население составляло 68 человека (чуваши 87 %) в 2002 году, 43 в 2010 году.